# Svea Larson
Ida Svea Larson, född 13 mars 1907 i Getinge, död 23 mars 1989 i Halmstad, var en svensk donator. Då hon inte hade några arvingar, testamenterade hon sin förmögenhet till dåvarande Hallands Museum, idag Hallands Konstmuseum, för inköp av konst och konsthantverk med halländsk anknytning. 
Museet bildade Svea Larsons Donationsfond. Från början var inte fonden så stor, men den har idag (2014) vuxit till 70 miljoner kronor och ger ca 2 miljoner i utdelning varje år. Förmögenheten kom till genom att Svea Larsons föräldrar satsade pengar i aktier hos Sembs kraftstation och Hallands Frökontor.
Hallands Konstmuseums konstsamling har utökats med ca 800 verk tack vare fonden. 